# Teresa Liszcz

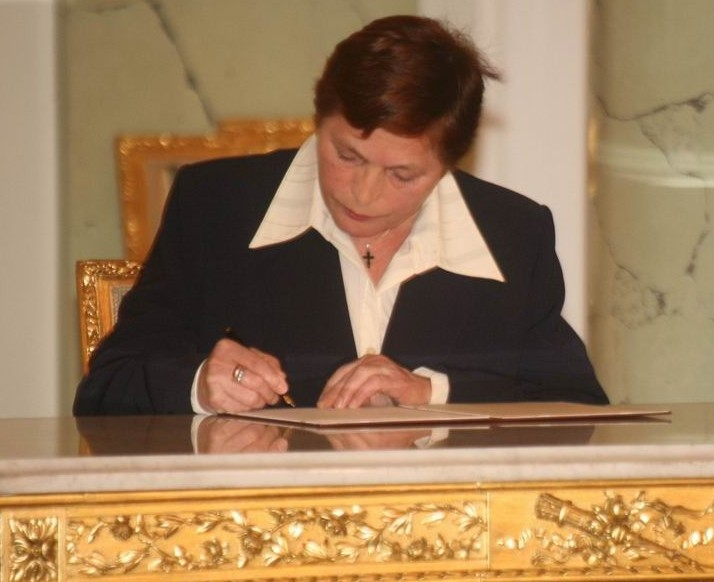
Teresa Liszcz – ślubowanie sędziego Trybunału Konstytucyjnego, 2006

Teresa Liszcz z domu Pezda (ur. 26 maja 1945 w Choinach) – polska polityk i prawniczka, nauczyciel akademicki, była sekretarz stanu w Kancelarii Prezydenta RP, posłanka na Sejm X, I i III kadencji, senator V kadencji, sędzia Trybunału Konstytucyjnego w stanie spoczynku.

## Życiorys
W roku akademickim 1967/1968 pełniła funkcję prezesa Studenckiego Koła Naukowego Prawników UMCS. W 1968 ukończyła studia na Wydziale Prawa Uniwersytetu Marii Curie-Skłodowskiej w Lublinie. W 1970 po odbytej aplikacji złożyła egzamin sędziowski. W 1974 obroniła na UMCS doktorat z zakresu nauk prawnych ze specjalnością prawo pracy, w 1988 uzyskała stopień doktora habilitowanego (na Uniwersytecie Łódzkim). Była uczestnikiem prac Centrum Obywatelskich Inicjatyw Ustawodawczych Solidarności. Na Wydziale Prawa i Administracji UMCS kierowała Komitetem Założycielskim NSZZ „Solidarność”. W 1992 została profesorem nadzwyczajnym tej uczelni i kierownikiem Zakładu Prawa Pracy. Opublikowała ponad 150 prac naukowych z prawa pracy i ubezpieczeń społecznych (w tym 10 książek).
Przed rozpoczęciem działalności w „Solidarności” była w latach 1968–1980 członkinią Związku Nauczycielstwa Polskiego, została odznaczona Złotą Odznaka ZNP. W obu związkach społecznie pełniła funkcję radcy prawnego pracowników. W latach 1980–1981 udzielała się jako ekspert zarządu Regionu Środkowo-Wschodniego NSZZ „Solidarność”. Jednocześnie od 1977 należała do Zjednoczonego Stronnictwa Ludowego i z ramienia tej partii, przy poparciu „Solidarności”, w wyborach parlamentarnych w 1989 uzyskała mandat posła na Sejm kontraktowy w okręgu lubelskim już w pierwszej turze (jako jedna z trzech osób reprezentujących koalicję rządzącą w okręgach). Weszła następnie do Naczelnego Komitetu ZSL (od lipca do listopada 1989 zasiadała w prezydium NK) oraz pełniła funkcję wiceprzewodniczącej klubu parlamentarnego. W 1990 była w gronie członków założycieli Porozumienia Centrum, a po zjednoczeniu Porozumienia Centrum z Partią Chrześcijańskich Demokratów w 1999 należała do Porozumienia Polskich Chrześcijańskich Demokratów.
W Sejmie kontraktowym (1989–1991) brała udział w pracach Komisji Ustawodawczej, Komisji Konstytucyjnej, Komisji Kultury i Środków Przekazu oraz Komisji Edukacji, Nauki i Postępu Technicznego. W wyborach w 1991 dostała się do Sejmu I kadencji z listy Porozumienia Obywatelskiego Centrum; przewodniczyła Komisji Ustawodawczej, była członkinią Komisji Polityki Społecznej, a także Komisji Konstytucyjnej Zgromadzenia Narodowego. W 1993 bez powodzenia kandydowała do Sejmu. W wyborach w 1997 po czteroletniej przerwie wróciła do parlamentu, uzyskując po raz trzeci mandat poselski z listy Akcji Wyborczej Solidarność; pracowała w Komisji Polityki Społecznej oraz Komisji Sprawiedliwości i Praw Człowieka. We wrześniu 2001 w wyborach parlamentarnych została wybrana do Senatu w okręgu lubelskim z ramienia Bloku Senat 2001. Przewodniczyła Komisji Ustawodawstwa i Praworządności, należała także do Komisji Regulaminowej, Etyki i Spraw Senatorskich. W 2005 z własnego komitetu bez powodzenia ubiegała się o reelekcję.
W 1991 pełniła funkcję sekretarza stanu ds. społeczno-ekonomicznych i problemów wsi w Kancelarii Prezydenta RP Lecha Wałęsy. W latach 1994–1997 była doradcą prezesa Najwyższej Izby Kontroli, wchodząc też w skład Kolegium NIK. Sejm III kadencji delegował ją jako swoją przedstawicielkę w Krajowej Radzie Sądownictwa.
8 grudnia 2006 została wybrana przez Sejm na sędziego Trybunału Konstytucyjnego, pełniła tę funkcję do 8 grudnia 2015.
Z ustaleń Instytutu Pamięci Narodowej wynika, że 19 grudnia 1981 po rozmowie ostrzegawczej z funkcjonariuszem SB podpisała oświadczenie o zaniechaniu szkodliwej działalności i przestrzeganiu porządku prawnego. Sama zainteresowana przyznała, że na początku stanu wojennego w Polsce podpisała deklarację lojalności, chcąc w ten sposób chronić swojego męża.
Członkini do Międzynarodowego Stowarzyszenia Prawa Pracy i Zabezpieczenia Społecznego, Lubelskiego Towarzystwa Naukowego oraz Lubelskiego Stowarzyszenia Ochrony Zwierząt. Zawarła związek małżeński z Leszkiem, który został radcą prawnym.